# Agua Blanca, Zitácuaro
Agua Blanca är en ort i Mexiko.   Den ligger i kommunen Zitácuaro och delstaten Michoacán de Ocampo, i den södra delen av landet, 130 km väster om huvudstaden Mexico City. Agua Blanca ligger 1 965 meter över havet och antalet invånare är 280.
Terrängen runt Agua Blanca är huvudsakligen kuperad, men österut är den bergig. Runt Agua Blanca är det tätbefolkat, med 319 invånare per kvadratkilometer. Närmaste större samhälle är Heróica Zitácuaro, 7,5 km söder om Agua Blanca. Omgivningarna runt Agua Blanca är en mosaik av jordbruksmark och naturlig växtlighet.